# Electron (framework)
Pour les articles homonymes, voir Electron.
Electron est un environnement permettant de développer des applications multi-plateformes de bureau avec des technologies web (JavaScript, HTML et CSS).
L'infrastructure (backend) est codée en Node.js, et l'interface (frontend) est bâtie sur les outils Chromium, la partie open source de Google Chrome.
Electron est un logiciel libre open source développé par GitHub sous licence MIT.
Electron a notamment permis de développer les éditeurs de texte libres Atom de GitHub et Visual Studio Code de Microsoft.

## Histoire
- Le 11 avril 2013, Electron est créé sous le nom d'Atom Shell en référence à l'éditeur Atom dont il est une émanation.
- Le 6 mai 2014, Atom et Atom Shell deviennent open-source sous une licence MIT[9]
- le 17 avril 2015 Atom Shell a été renommé Electron[10]
- Le 11 mai 2016, Electron passe en version 1.0[11]
- En mai 2016, Electron est autorisé pour les applications packagées au Mac App Store[12].
- En août 2016, le support de Windows Store pour les applications Electron est ajouté[13].

## Critiques
Electron est souvent critiqué pour la lourdeur des applications, que ce soit pour ce qui est de l'usage de la mémoire RAM, ou l'espace de stockage occupé sur le disque dur.[réf. souhaitée]

## Applications utilisant Electron
Exemples d'applications utilisant Electron :
- Atom (éditeur de texte)[14]
- Basecamp 3[15]
- Beaker (navigateur Web)
- Beekeeper
- Bitwarden
- CrashPlan
- Cryptocat[8]
- Discord
- Etcher[16]
- GitHub Desktop
- Joplin
- Microsoft Teams[17]
- Obsidian[18]
- Signal
- StarUML
- Skype[8]
- Slack[19]
- Tidal[8]
- Twitch[8]
- Visual Studio Code[20]
- WebTorrent[8]
- WhatsApp
- Wire
- Yammer